# プリテンダー (アルバム)
『プリテンダー』 (The Pretender) は、1976年に発表されたジャクソン・ブラウンの4枚目のアルバム。
アルバム制作段階で妻フィリスが自殺するという悲劇的な出来事があり、そのことがアルバム全体に暗い影を落としている。
『ローリング・ストーン誌が選ぶオールタイム・ベストアルバム500』に於いて、391位にランクイン。

## 収録曲
Side 1
1. ヒューズ - The Fuse
2. ユア・ブライト・ベイビー・ブルース - Your Bright Baby Blues
3. リンダ・パロマ - Linda Paloma
4. あふれでる涙 - Here Come Those Tears Again

Side 2
1. 我が子よ - The Only Child
2. 愚かなる父の歌 - Daddy's Tune
3. 暗涙 - Sleep's Dark and Silent Gate
4. プリテンダー - The Pretender